# Rast-Gasser M1898
El Rast & Gasser Model 1898 fue el revólver estándar empleado por el Ejército austrohúngaro durante la Primera Guerra Mundial y también por diversos ejércitos durante la Segunda Guerra Mundial.

## Operación
El Rast-Gasser M1898 tenía algunas características novedosas en su diseño, al igual que viejos elementos ya casi obsoletos al momento de su fabricación. Era un revólver de doble acción con armazón macizo, tenía una portilla de recarga a través de la cual se cargaba cada cartucho y se eyectaban con una varilla eyectora. El percutor iba situado en una placa de transferencia del armazón en lugar de ir en el martillo, un adelanto para su época. Su munición es similar, pero no intercambiable con el 8 x 27 R Lebel.
El tambor puede sacarse jalando hacia abajo el guardamonte y retirado el eje/varilla eyectora.

## Carga
Para cargar el Rast-Gasser M1898, el martillo se debe llevar hacia abajo hasta que se encuentre a la mitad de su recorrido. Esto evitará que el martillo percuta accidentalmente un cartucho mientras se carga el arma. La portilla de recarga se baja para exponer la parte posterior del tambor. Al efectuar esta operación, el martillo se desconecta del gatillo, pero el tambor girará si se aprieta el gatillo. Esta característica simplifica y agiliza la recarga. El cartucho es insertado en la recámara del tambor y se aprieta el gatillo para que este gire y exponga una recámara vacía. Cuando todas las recámaras han sido cargadas, se sube la portilla de recarga. El martillo se baja hasta el final de su recorrido y el revólver está listo para disparar.
Para descargar el Rast-Gasser M1898, el martillo se tira hacia abajo hasta la mitad de su recorrido. Se baja la portilla de recarga y se empuja hacia atrás la varilla eyectora para eyectar casquillos disparados o cartuchos que no se han disparado.
Para sacar el tambor, se jala hacia abajo el guardamonte y el eje/varilla eyectora puede retirarse, para luego sacar el tambor.

## Historia
La empresa Leopold Gasser Waffenfabrik de Viena produjo 180.000 unidades desde 1898 hasta 1912. El Rast-Gasser M1898 fue reemplazado en la caballería austrohúngara por la pistola Roth-Steyr M1907 y en la infantería por la Steyr M1912, antes del estallido de la Primera Guerra Mundial, por lo que el ejército comenzó a deshacerse del Modelo 1870 que tenía en sus arsenales, vendiendo gran cantidad de ellos al Reino de Montenegro. Sin embargo, el revólver continuó en servicio en algunos ejércitos hasta la Segunda Guerra Mundial, incluyendo a Italia y Yugoslavia.
La resistencia de su diseño con armazón macizo lo hizo un arma militar fiable y resistente.
El Rast-Gasser M1898 fue copiado en Bélgica por la empresa Manufacture d'Armes Liégeoise, calibrado para el cartucho 7,62 x 38 R.

## Usuarios
- Imperio austrohúngaro
- Italia
- Reino de Montenegro
- Reino de Yugoslavia